# Polska na Halowych Mistrzostwach Europy w Lekkoatletyce 1972
Polska na Halowych Mistrzostwach Europy w Lekkoatletyce 1972 – reprezentacja Polski podczas zawodów w Grenoble zdobyła pięć medali w tym jeden złoty.

## Wyniki reprezentantów Polski

### Mężczyźni
- bieg na 1500 metrów
  - Jan Prasek zajął 6. miejsce
- bieg na 50 metrów przez płotki
  - Marek Jóźwik zajął 4. miejsce
  - Mirosław Wodzyński zajął 6. miejsce
  - Leszek Wodzyński odpadł w półfinale
- sztafeta 4 × 2 okrążenia
  - Jan Werner, Waldemar Korycki, Jan Balachowski i Andrzej Badeński zajęli 1. miejsce
- sztafeta 4 × 4 okrążenia
  - Zenon Szordykowski, Krzysztof Linkowski, Stanisław Waśkiewicz i Andrzej Kupczyk zajęli 3. miejsce
- skok o tyczce
  - Romuald Murawski nie zaliczył żadnej wysokości
- skok w dal
  - Grzegorz Cybulski zajął 11. miejsce
- trójskok
  - Michał Joachimowski zajął 8. miejsce
  - Andrzej Lasocki zajął 9. miejsce
  - Eugeniusz Biskupski zajął 11. miejsce
- pchnięcie kulą
  - Władysław Komar zajął 2. miejsce

### Kobiety
- bieg na 50 metrów
  - Irena Szewińska zajęła 6. miejsce
- bieg na 50 metrów przez płotki
  - Teresa Sukniewicz zajęła 2. miejsce
  - Grażyna Rabsztyn zajęła 3.-4. miejsce
  - Teresa Nowak odpadła w półfinale
- pchnięcie kulą
  - Ludwika Chewińska zajęła 5. miejsce